# Sarsippius' Ark
Albums de Infectious Grooves
The Plague That Makes Your Booty Move... It's The Infectious Grooves
(1991) Groove Family Cyco
(1994)
Sarsippius' Ark est le deuxième album du groupe de funk metal californien Infectious Grooves.

## Historique
Il est sorti en février 1993 sur le label Epic records. Enregistré sur une période allant de 1989 à 1992, il contient de nouveaux titres, des chutes de l'album précédent, une démo de 1989 et des titres enregistrés en public. Comme dans The Plague That Makes Your Booty Move... It's The Infectious Grooves, les titres sont reliés entre eux par des petits sketches mettant en scène Sarsippius, la mascotte du groupe.
L'album comprend deux reprises, une de Led Zeppelin issu de l'album Led Zeppelin III et une de David Bowie issu de son album Young Americans.
Sarsippius' Ark se classa à la première place du Top Heatseekers et à la 109e place du Billboard 200.
Les titres Three Heads Mind Pollution et These Freaks Are Here To Party feront l'objet d'un clip vidéo.

### Détails de l'enregistrement
- Les titres 2, 4 et de 6 à 13 ont été enregistrés aux studios Music Grinder de Hollywood et aux studios Sony à Santa Monica.
- Les titres 8 et 14 ont été enregistrés aux studios Devonshire de North Hollywood et sont issus de l'enregistrement de l'album précédent.
- Le titre Infectious Grooves provient d'une démo enregistrée sur un magnéto 8 pistes.
- Le titre Do the Sinister a été enregistré en public le 18 avril 1992 à L'Universal Amphitheatre à Los Angeles.
- Le titre Spreck n'est pas mentionné sur la pochette de l'album.

## Liste des titres
- Tous les titres sont signés Mike Muir et Robert Trujillo sauf indications.
- Tous les sketches indiqués par* sont signés Mike Muir et Sarsippius.

1. Intro* - 0:41
2. Turtle Wax (Funkaholics Anonymous) - 3:30
3. No Cover/2 Drink Minimum* - 0:46
4. Immigrant Song (Jimmy Page / Robert Plant) - 2:56 (reprise d'un titre de Led Zeppelin)
5. Caca De Kick* - 0:36
6. Don't Stop, Spread the Jam (Muir / Trujillo / Dean Pleasant /  Adam Siegel) - 4:00
7. Three Heads Mind Pollution - 4:25
8. Slo-Motion Slam - 3:59
9. A Legend In His Own Mind (Ladies Love 'Sip)* - 1:16
10. Infectious Grooves (Muir / Trujillo / Dave Dunn) - 4:34
11. These Freaks Are Here To Party - 4:09
12. The Man Behind the Mask* - 0:39
13. Fame (David Bowie / John Lennon / Carlos Alomar) - 4:47 (reprise d'un titre de David Bowie)
14. Savor Da Flavor - 3:52
15. No Budget/Dust Off The 8-Track* - 0:40
16. Infectious Grooves (demo) (Muir / Trujillo / Dunn) - 4:03
17. You Pick Me Up (Just To Throw Me Down) - 3:10
18. Do the Sinister (live) - 5:22
19. Big Big Butt, By Infectiphibian* - 0:55
20. Spreck (hidden track) (Infectious Grooves / Sarsippius) - 2:34

## Musiciens
- Mike Muir : chant
- Robert Trujillo : basse, chœurs
- Dean Pleasant : guitare
- Adam Siegel : guitare
- Josh Freese : batterie, percussions
- Dave Dunn : claviers
- Stephen Perkins : batterie sur Infectious Grooves (demo)
- Aladin Sarsippius Sulejmanagic Jakson Da Bird : voix sur les sketches